# Massacre de La Gaubretière
La matança de La Gaubretière, va ser perpetrada el 27 de febrer de 1794 per les tropes republicanes de les columnes infernals durant la guerra de Vendée.

## Nombre de víctimes
El 27 de febrer de 1794, els republicans comandats pel general Jean-Baptiste Huché van massacrar els habitants de La Gaubretière; segons Huché 500 persones, tant homes com dones, van ser assassinades a La Gaubretière, però aquesta xifra és exagerada. Segons Céline Gilbert hi va haver en realitat 107 víctimes, per a Louis-Marie Clénet, hi va haver 128 morts (inclosos 51 homes, 67 dones i 10 nens).

## Testimonis
Pierre Rangeard escriu a les seves memòries:
| « | "La nostra desafortunada parròquia, ja tan cruelment patida, amb prou feines començava a respirar quan el 27 de febrer de 1794 va portar el cim d'aquests desastres. Des del matí, columnes de Nantes, Cholet i Montaigu l'envoltaven per totes bandes. Potser eren 10.000, el seu únic eslògan era la mort i el foc. […] Més de 500 persones van ser assassinades! Aquests són els detalls més destacables: la senyora Le Bault de la Touche, a casa de la qual el personal feia les seves reunions, li van tallar el cap i tirar-se a una pica plena d'aigua. El seu cos va ser llançat al mig de les flames amb els dels seus quatre criats que no la van voler abandonar i van compartir el seu destí. El senyor Morinière, la seva dona, dos criats i una de les meves ties van ser tractats amb la màxima barbàrie. Per la seva negativa constant a cridar "Visca la República", els van arrencar la llengua, els ulls i les orelles tallades abans de rebre el cop de mort. El senyor de la Boucherie, la seva dona, i la senyoreta de la Blouère, la seva germana, van ser penjats per la barbeta de pinces de ferro, al mig de la seva cuina, i consumits en aquest estat pel foc que va reduir la seva casa en cendres. Quatre MM. de Rangot havia abandonat l'exèrcit, travessant el Loira; van ser massacrats en un camp de la granja anomenada Gros Bois. El senyor Chevalier de Boisy, germà del comte afusellat a Noirmoutier, va sucumbir als cops dels assassins prop del poble de La Ripaudière. Dos homes atrapats als jardins del senyor Forestier van morir per la tortura salvatge del seu amic, al mateix lloc de la seva detenció. El cor encara sagna al pensar en tant horror." | » |

La senyora de Sapinaud també escriu:
| « | "Els blaus van arribar a Saint-Laurent on van cometre mil horrors. Els vaig sentir passar diverses vegades per davant de la casa on estava amagat; […] Em semblava veure'ls amb els sabres aixecats, disposats a matar-me, com havien fet uns dies abans a Madame de la Touche, a La Graubetière. En sentir-los arribar, es va afanyar a baixar al pati amb una ampolla de vi, pensant que els estovaria amb la seva educació; el primer Blau que va entrar la va matar. El seu cap va rodar cap a una piscina plena d'aigua. Els últims dies de gener vam sentir crits: "Aquí vénen els blaus!". Estava a la Perrine, em va dir: "Vaig a veure si n'hi ha molts". Ei! Déu meu, li vaig dir, queda, que sempre n'hi haurà prou per matar-te!". Jo anava tot de draps, tenia un tocat de llana vell que era tot groc. […] Les llàgrimes que no havia parat de vessar durant quatre mesos m'havien canviat tant que era ireconeixible. Quan marxava, van entrar quatre blaus. Em va sorprendre: "Queda't, bona dona", em van dir; Et veus molt malalta!. Em vaig asseure damunt una pedra davant de la porta i vaig veure entrar setze soldats seguits. Em vaig aturar a mirar aquests miserables l'aspecte dels quals espantava a tothom. Hi havia molts alemanys entre ells." | » |